# Kamaz Typhoon
Kamaz Typhoon (russo: Камаз-63968 Тайфун) é uma família de veículos russos multifuncionais, modulares e blindados resistentes a emboscadas fabricados pelo construtor de caminhões russo Kamaz. A família Typhoon faz parte do programa Typhoon da Rússia. Em 2021, o número de Typhoons na frota das Forças Armadas Russas era de cerca de 330 unidades do Typhoon-K.

## História
A história de toda a família Typhoon começa em 2010, quando o “Conceito para o desenvolvimento de veículos militares das Forças Armadas da Federação Russa para o período até 2020” foi aprovado pelo Ministro da Defesa da Federação Russa, que prescreve o desenvolvimento de famílias altamente unificadas de veículos blindados. Como resultado, foi criada uma plataforma de carga de uma roda "Typhoon", proporcionando alta segurança para a tripulação, carga e componentes do veículo de armas pequenas e minas terrestres. E também no qual você pode montar vários equipamentos de destino e criar com base nas modificações necessárias, como veículos de comunicação, sistemas de artilharia móvel, guindastes de caminhão, veículos de transporte e lançamento de UAV, caminhões de reboque, escavadeiras e outros. Especialistas da Ural Automobile Plant, Avtodiesel OJSC do GAZ Group, o Centro Científico e Técnico da KAMAZ OJSC, o Instituto de Pesquisa do Aço trabalharam na criação  - onde a blindagem do carro foi projetada, o Centro Nuclear Federal em Sarov, que calculou o segurança do casco blindado, a empresa Magistral-LTD, que se dedicava à criação de vidro blindado, Universidade Técnica Estatal Bauman de Moscou, envolvida no desenvolvimento de suspensão hidropneumática e muitas outras empresas e institutos de pesquisa. A necessidade de criar tais máquinas foi ditada pelo fato de que a maior parte das perdas de combate nas tropas ocorreu devido à explosão de veículos em um campo minado ou de minas terrestres durante o movimento das colunas. Em dezembro de 2014, o Distrito Militar Sul recebeu o primeiro lote de 30 viaturas blindadas. Em janeiro de 2015, o Distrito Militar Sul recebeu mais 20 unidades.

## Uso em zonas de conflito
Foi usado em 2017 por especialistas do Centro Internacional de Ação contra Minas das Forças Armadas Russas durante a limpeza de minas nas áreas libertadas da Síria.
Usado durante a Invasão russa da Ucrânia (2022). Em 17 de junho de 2022, três Typhoon-Ks foram capturados e estão sendo usados pelo lado ucraniano.

## Em serviço
- Rússia - 260 unidades Typhoon-K em maio de 2017. Pelo menos 22 unidades foram perdidas em 2022.[20]
- Turcomenistão - "Typhoon-K" foram demonstrados no desfile em homenagem ao 30º aniversário da Independência do Turcomenistão.[21]

## Galeria

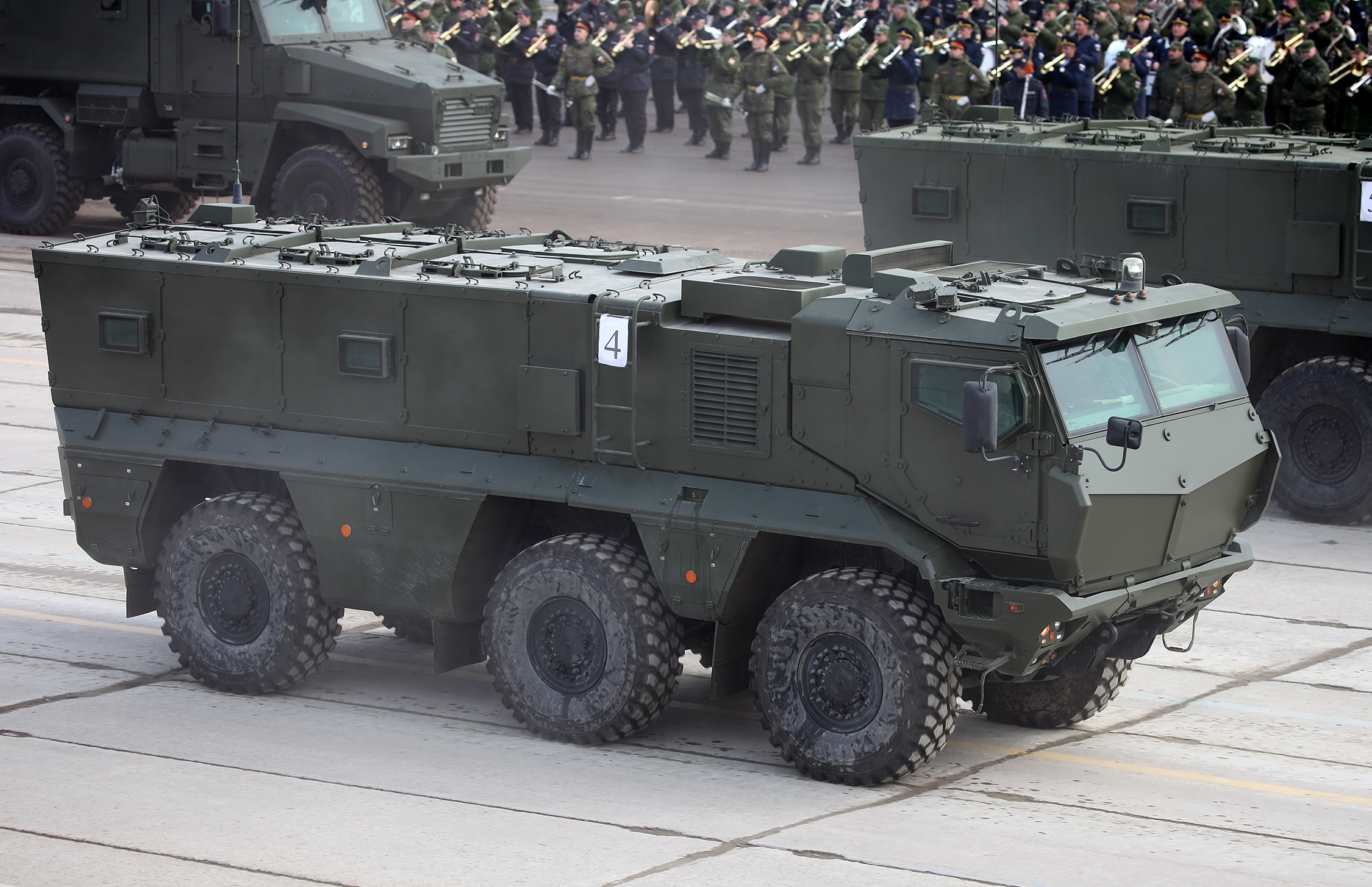
Typhonn K-63968 no ensaio da Parada da Vitória (2016)
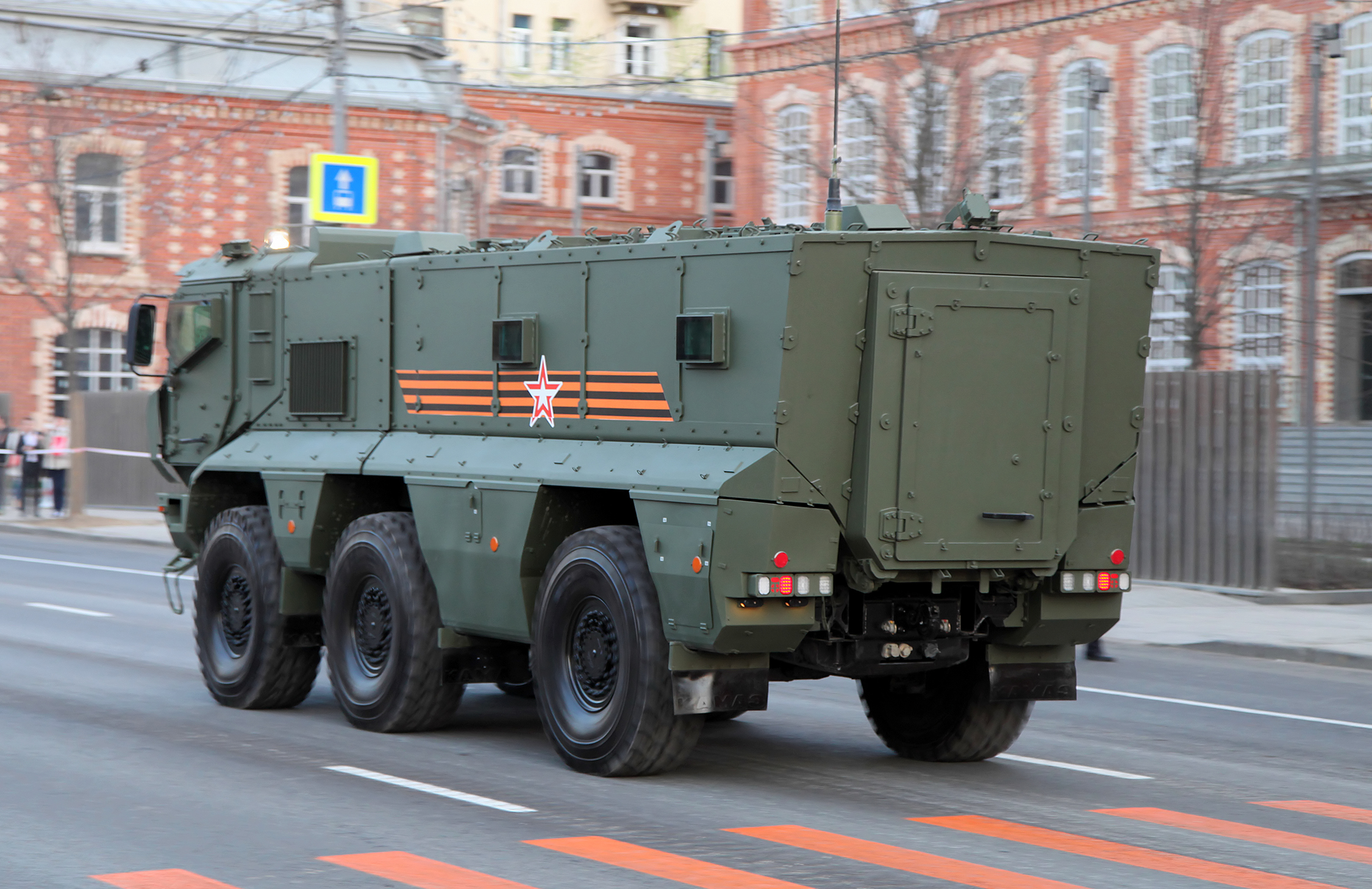
Veículo KAMAZ-63968 Typhoon-K MRAP
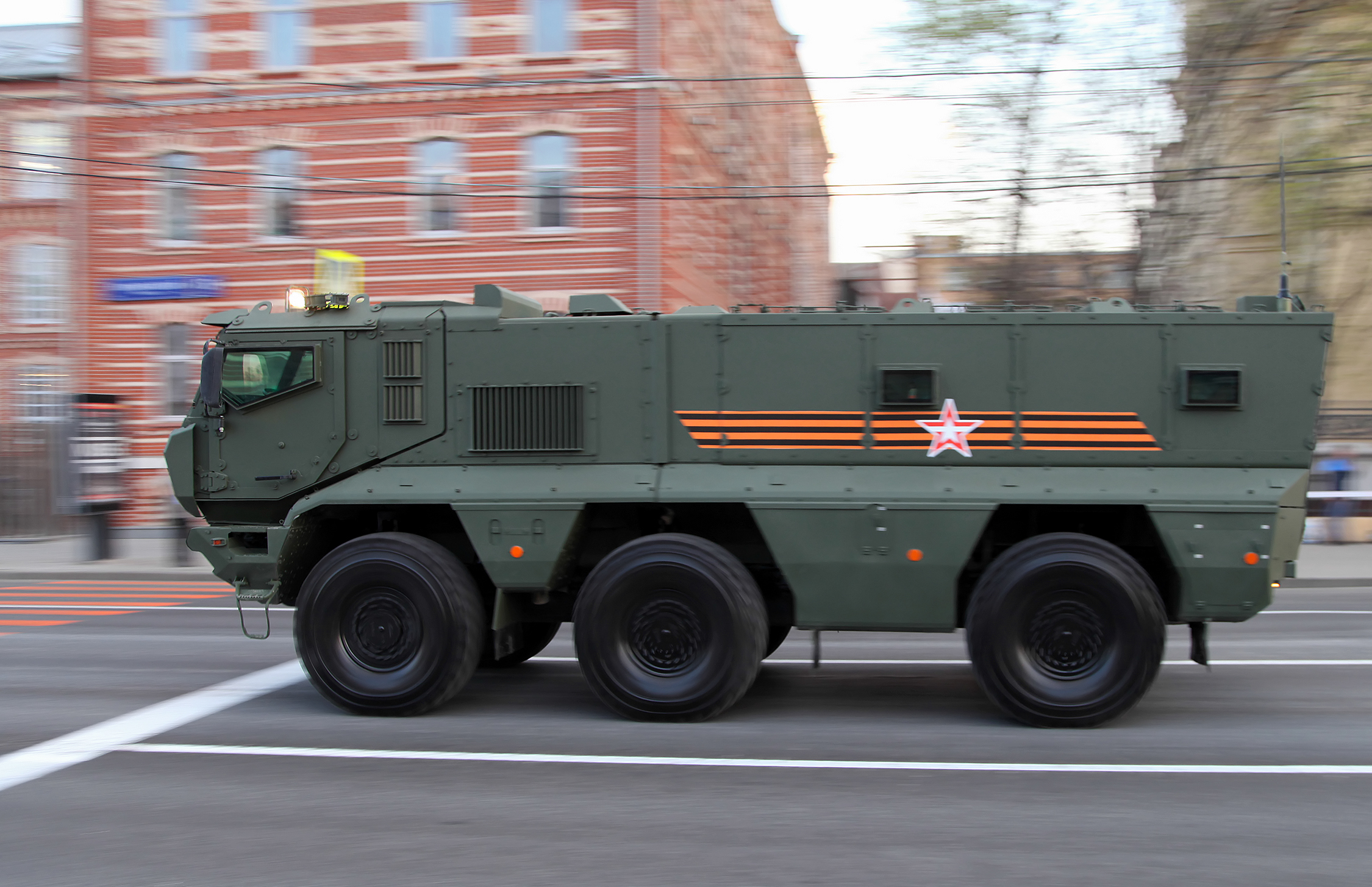
Veículo KAMAZ-63968 Typhoon-K MRAP
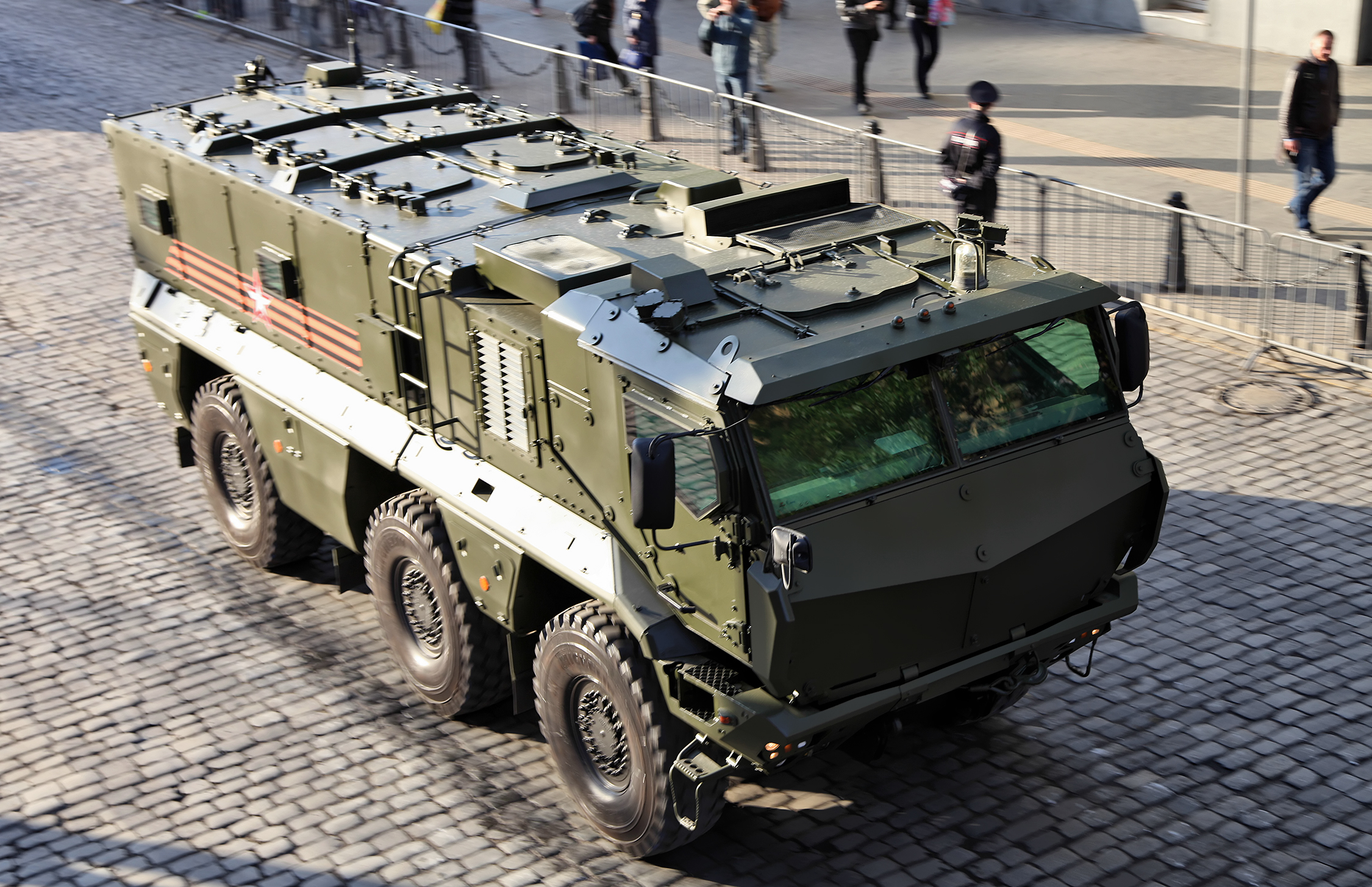
Veículo KAMAZ-63968 Typhoon-K MRAP
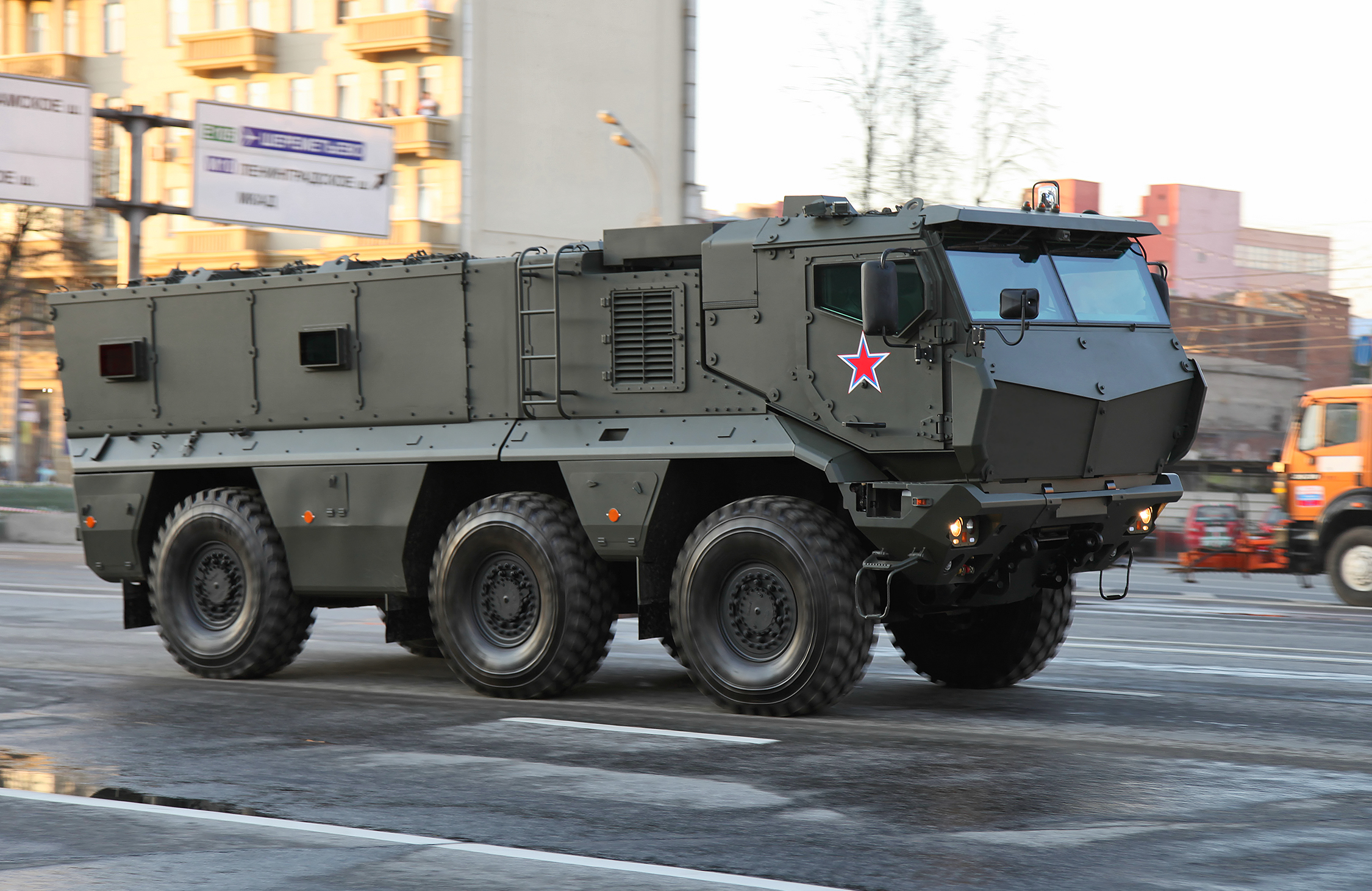
Typhoon KamAZ-63968
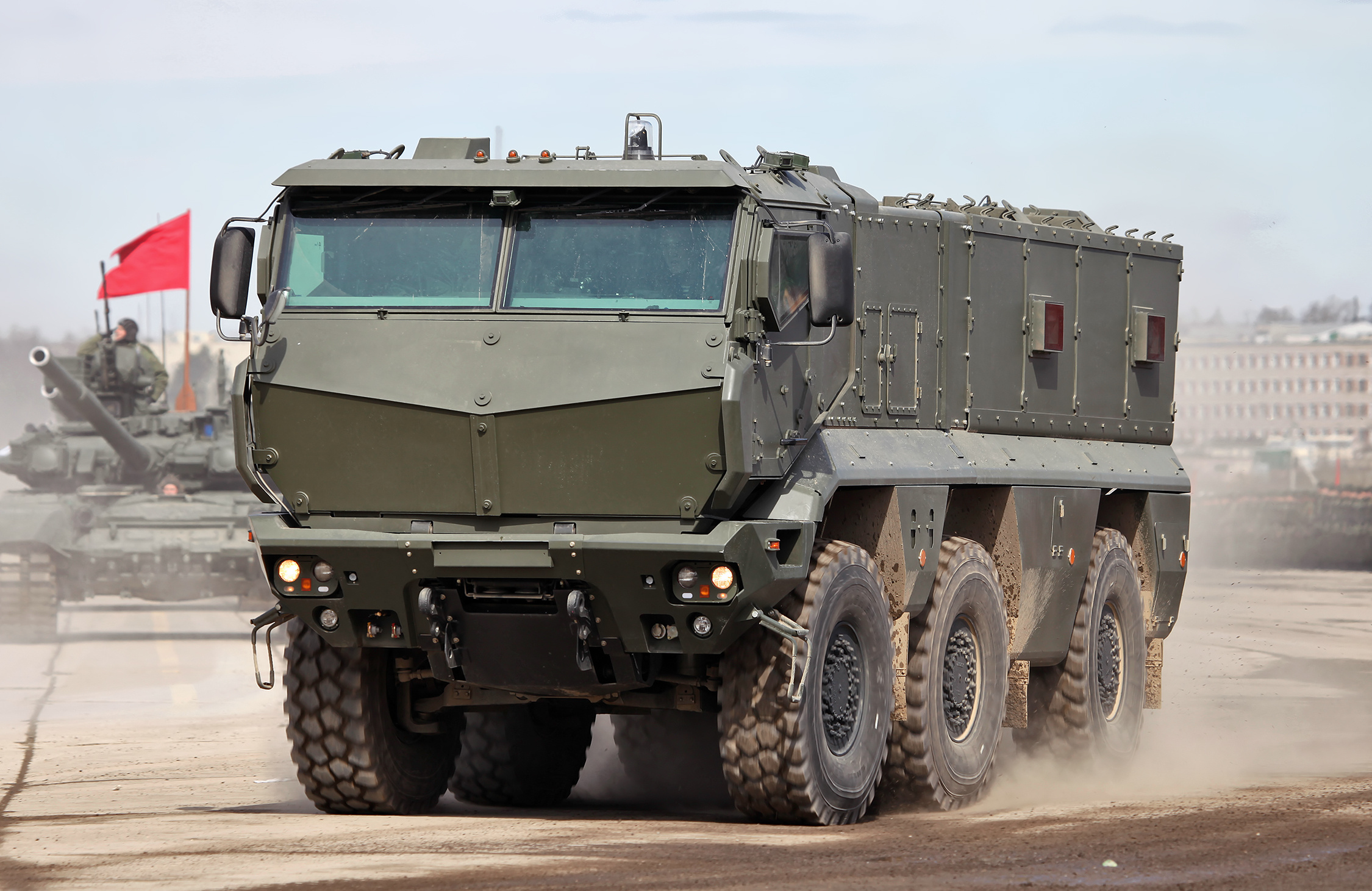
Veículo KAMAZ-63968 Typhoon-K MRAP